# سوني كيم
سوني كيم هي ملحنة ومغنية كورية جنوبية، ولدت في 6 يونيو 1979.